# Pseudopsallus viridicans
Pseudopsallus viridicans är en insektsart som först beskrevs av Knight 1930.  Pseudopsallus viridicans ingår i släktet Pseudopsallus och familjen ängsskinnbaggar. Inga underarter finns listade i Catalogue of Life.